# Fontaine-Heudebourg
Fontaine-Heudebourg is een plaats en voormalige  gemeente in het Franse departement Eure (regio Normandië) en telt 615 inwoners (2004). De plaats maakt deel uit van het arrondissement Les Andelys. Fontaine-Heudebourg is op 1 januari 2016 gefuseerd met de gemeenten La Croix-Saint-Leufroy en Écardenville-sur-Eure tot de gemeente Clef Vallée d'Eure. 

## Geografie
De oppervlakte van Fontaine-Heudebourg bedraagt 4,1 km², de bevolkingsdichtheid is 150,0 inwoners per km².
De onderstaande kaart toont de ligging van Fontaine-Heudebourg met de belangrijkste infrastructuur en aangrenzende gemeenten.

## Demografie
Onderstaande figuur toont het verloop van het inwonertal (bron: INSEE-tellingen).